# Joint Photographic Experts Group

Logo skupiny Joint Photographic Experts Group

Joint Photographic Experts Group (společná skupina odborníků na fotografii), neboli JPEG, je skupina expertů z oboru zpracování digitálního obrazu zabývající se vývojem a standardizací komprese obrazových dat. Jedná se o společný výbor organizací ISO/IEC JTC 1/SC 29 a ITU-T Study Group 16. Tato mezinárodní skupina byla založena v roce 1986 a od té doby stála u vzniku několika formátů sloužících k ukládání obrazových dat na internetu a v digitálních zařízeních, které nadále udržuje. Nejrozšířenější z nich je JPEG/JFIF, dále JPEG2000, JPEG XR, JPEG XT, JPEG XS, JPEG XL a další související digitální obrazové normy.
Předsedou JPEG je Touradj Ebrahimi ze švýcarského federálního technologického institutu v Lausanne (k 3. dubnu 2024), který stojí za organizací schůzek. Tyto schůze pořádá JPEG čtyřikrát do roka a mají za cíl diskutovat a vytvářet normy pro kódování digitálních reprezentací obrázků. Mezi další funkce předsedy JPEGu patří zástup organizace při komunikaci s jinými subjekty a také rozvoj strategie. V minulosti se Touradj Ebrahimi podílel například na vývoji JPEG2000.

## Činnost
Joint Photographic Experts Group se zaměřuje na optimalizaci komprese pro širokou škálu typů obrazových dat. Ta zahrnuje mimo jiné digitální fotografii, počítačovou grafiku a ilustraci. Dále vyvíjí způsoby pro zlepšení kompatibility a interoperability mezi různými zařízeními.

## Budoucnost
Do budoucna JPEG plánuje pracovat na nových formátech JPEG AI a JPEG PLENO.
- JPEG AI: Vytváří standard pro samoučící se obrazové kódování s efektivnější kompresí při zachování subjektivní kvality. Cílem je podpora funkcí, jako je cloudové úložiště, vizuální dohled, autonomní vozidla a efektivní zpracování obrazů v komprimované doméně.[6]
- JPEG PLENO: Poskytuje rámec pro reprezentaci nových modalit zobrazování, jako jsou texture-plus-depth, light field, point cloud a holographic imaging, inspirované plenoptickou funkcí. Jednotlivé části standardu jsou navrženy tak, aby efektivněji integrovaly s různými funkcionalitami, podporovaly pokročilé manipulace s daty a v neposlední řadě zabezpečovaly ochranu soukromí majitelů.[7]